# Cryptoerithus nopaut
Cryptoerithus nopaut là một loài nhện trong họ Gnaphosidae.
Loài này thuộc chi Cryptoerithus. Cryptoerithus nopaut được Norman I. Platnick & Barbara Baehr miêu tả năm 2006.